# Hetty Berger

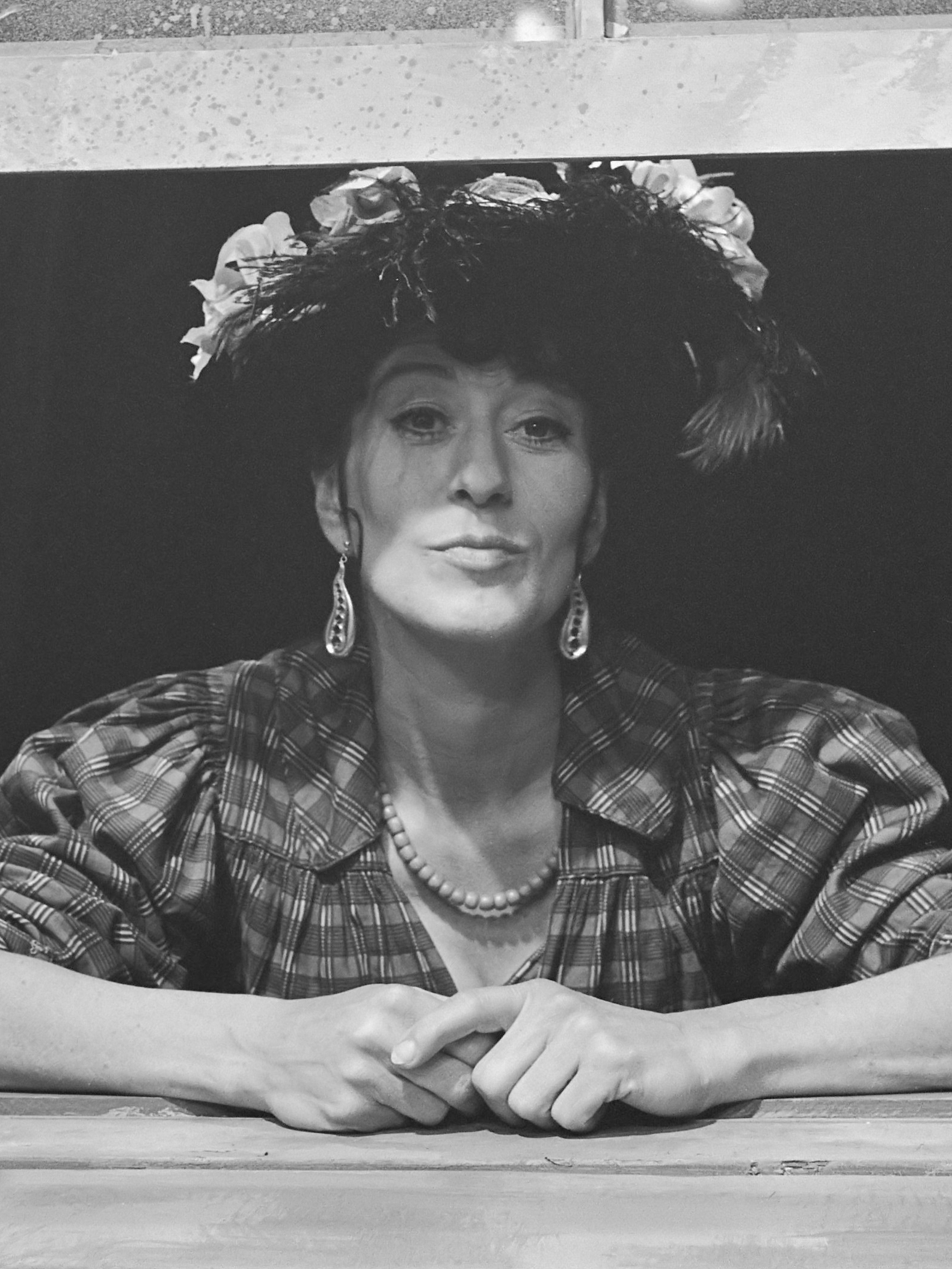
Hetty Berger als Floddermadam in Boefje (1963)

Hetty Berger (geboren als Hester Hamburger)  (Amsterdam, 16 november 1920 - aldaar, 3 juni 1975) was een Nederlands actrice.
Zij volgde de Toneelschool en werkte daarna in het theater. Vanaf 1952 werkte zij voor de radio als lid van de hoorspelkern. Hetty Berger was te horen in honderden hoorspelen. Vaak nam zij daarin de kinderrollen voor haar rekening. In 1969 werd zij, samen met een aantal andere NOS-medewerkers, onderscheiden met de "Gouden Transistor".
Hetty Berger was de vrouw van gitarist Jan Ceulemans en moeder van actrice Leontien Ceulemans en danseres Janine Ceulemans.